# Bamlanivimab
Bamlanivimab è un anticorpo monoclonale IgG1κ umano neutralizzante contro la proteina spike (S) di SARS-CoV-2 per l'uso in pazienti di età pari o superiore a 12 anni ad alto rischio di sviluppare COVID-19 grave.
Bamlanivimab (LY-CoV555, noto anche come LY3819253), è un anticorpo monoclonale sintetico (mAb) derivato da uno dei primi campioni di sangue negli Stati Uniti da un paziente guarito da COVID-19. Bamlanivimab è un mAb neutralizzante di IgG1κ diretto contro la proteina spike (S) di SARS-CoV-2, che è descritta per bloccare l'ingresso del virus nelle cellule umane. 
AbCellera ha inizialmente scoperto il bamlanivimab in collaborazione con l'Istituto nazionale di allergie e malattie infettive (NIAID) e successivamente lo ha ulteriormente sviluppato in collaborazione con Eli Lilly and Company.  
Bamlanivimab è costituito da due catene leggere identiche di 214 amminoacidi e due catene pesanti identiche di 455 amminoacidi ciascuna; la regione Fc non è modificata.  
Bamlanivimab è prodotto in cellule ovariche di criceto cinese (CHO).  Sulla base dei risultati intermedi della sperimentazione clinica di fase 2 (BLAZE-1), a Bamlanivimab è stata concessa l'autorizzazione all'uso di emergenza dalla FDA il 10 novembre 2020. È previsto l'accesso agli studi clinici di fase 3. 
Bamlanivimab è autorizzato con un'Autorizzazione all'Uso di Emergenza (EUA) per il trattamento di COVID-19 da lieve a moderato in pazienti di età pari o superiore a 12 anni che pesano almeno 40 kg che sono ad alto rischio di progressione a COVID-19 grave e/o ospedalizzazione a causa al COVID-19. I pazienti dovrebbero avere confermato COVID-19, con identificazione della carica virale SARS-CoV-2 da un test approvato.
Ai pazienti in uno studio di fase 2 sono stati somministrati fino a 7000 mg (dieci volte la dose autorizzata) senza alcun aumento degli effetti avversi correlati al trattamento e una relazione piatta esposizione-risposta su intervalli di 700-7000 mg. Nonostante gli effetti avversi generalmente lievi osservati nello studio di fase 2, esiste il rischio di gravi reazioni di ipersensibilità correlate all'infusione con bamlanivimab, inclusa l'anafilassi, che può richiedere un rallentamento della velocità di infusione o l'interruzione del trattamento.
Il 16 aprile 2021 la Food and Drug Administration statunitense ha revocato l'autorizzazione all'uso di emergenza (EUA) che consentiva la terapia con anticorpi monoclonali sperimentali bamlanivimab, quando somministrato da solo, da utilizzare per il trattamento di COVID-19 da lieve a moderato negli adulti e in alcuni pazienti pediatrici.